# Rallye RACE d'Espagne
Le Rallye R.A.C.E. d'Espagne (ou Rally RACE, ou encore Rally Costa Blanca ou Rally Sol)  était une compétition annuelle de rallye automobile espagnole sur asphalte, organisée par le Royal Automobile Club d'Espagne à Madrid.

## Histoire

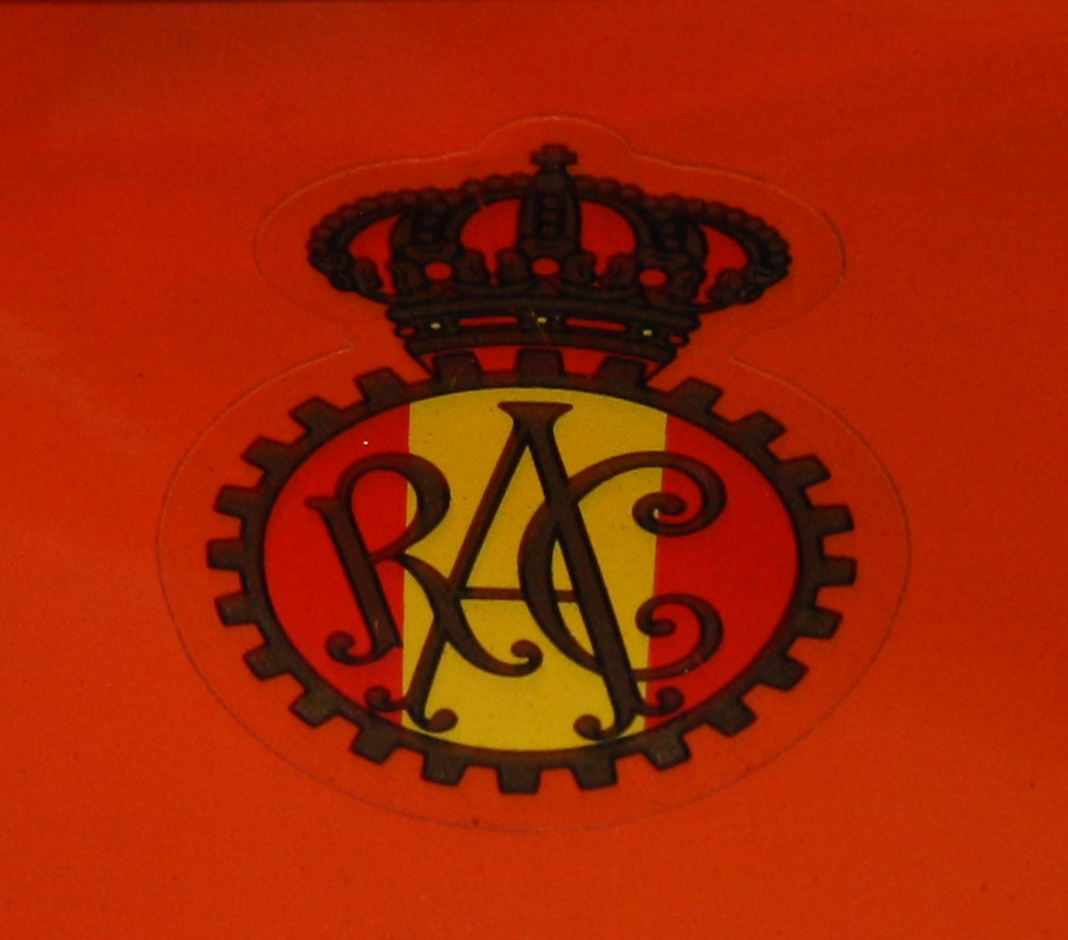
Ancien emblème du Royal Automobile Club d'Espagne.

Sa première édition, passant par Burgos, puis Valladolid, Salamanque, Ávila, Ségovie, Navacerrada et enfin Madrid, et se terminant alors par des épreuves de vitesse, d'accélération et de freinage, date de 1953, pour commémorer les 50 ans d'existence du R.A.C.E. (rassemblant alors une centaine de pilotes ibériques, ainsi que des motocyclistes tout spécialement envoyés par le Real Moto Club de Cataluña), avant même la création du championnat espagnol (tout comme le rally Costa Brava par exemple). La deuxième édition voit également l'apparition d'une course de côte à Bilbao, d'une épreuve de freinage à Santander, et de sections d'épreuves de régularité, avec une arrivée sur l'autodrome de Madrid.
Après 12 années d'existence, il est comptabilisé dans le Championnat d'Europe des rallyes, en 1965. Il le reste à 18 reprises jusqu'à sa disparition en 1986. En 1977 et 1978, la FIA le retient pour sa Coupe des pilotes (qui précède alors leur Championnat mondial officiel).
Il est monopolisé par les pilotes italiens durant la première moitié des années 1980 (dont le champion du monde 1988-89 Miki Biasion, par deux fois). Antonio Zanini l'a remporté à trois reprises. Seul Jean-Pierre Nicolas l'a également fait deux fois consécutivement.
Depuis 2009 est organisée annuellement une compétition commémorative "Historic", le Rally de España Histórico (grâce au Club Deportivo Rally de España Histórico). Elle est remportée par Carlos Sainz et Luis Moya sur Porsche 911 SC en 2012 et 2013 (ainsi que par son frère aîné Antonio -Toño- en 2010). Elle fait partie du calendrier du Championnat d'Europe des rallyes sportifs historiques de la FIA depuis les débuts de celui-ci en 2012 (sous la forme d'un "rallye de performance", ou "rallye de vélocité"), et du championnat d'Espagne des rallyes historiques depuis sa création.

## Palmarès
| Année | Édition                       | Pilote                | Copilote             | Voiture                    | ERC                       |
| ----- | ----------------------------- | --------------------- | -------------------- | -------------------------- | ------------------------- |
| 1965  | 13º Rally Nacional del RACE   | Juan Fernández Garcia | Clery (A. Saens)     | Porsche 904 GTS            | +                         |
| 1966  | 14º Rally Nacional del RACE   | Leo Cella             | Luciano Lombardini   | Lancia Fulvia HF           | -                         |
| 1967  | 15º Rally RACE                | Ove Andersson         | John Davenport       | Lancia Fulvia HF           | +                         |
| 1968  | 16º Rally RACE                | Pauli Toivonen        | Martti Tiukkanen     | Porsche 911 T              | +                         |
| 1969  | 17º Rally España              | Harry Källström       | Gunnar Haggbom       | Lancia Fulvia              | +                         |
| 1970  | 18º Rally España              | Jean-Pierre Nicolas   | David Stone          | Alpine-Renault A110 1600 S | +                         |
| 1971  | 19º Rallye RACE España        | Jean-Pierre Nicolas   | Jean Todt            | Alpine-Renault A110 1860   | +                         |
| 1972  | 20º Rallye RACE España        | Salvador Cañellas     | Daniel Ferrater      | Seat 124-1600              | +                         |
| 1973  | 21º Rally de España           | Jorge Babler          | Ricardo Antolin      | Seat 124-1800              | -                         |
| 1974  | 22º Rally RACE de España      | Antonio Zanini        | F. N. Adam           | Seat 1430-1800             | +                         |
| 1975  | 23º Rally RACE de España      | Antonio Zanini        | Juan Petisco         | Seat 1430-1800             | -                         |
| 1976  | 24º Rally RACE de España      | Jorge de Bagration    | Manuel Barbeito      | Lancia Stratos             | +                         |
| 1977  | 25º RACE Rallye de España     | Michèle Mouton        | Françoise Conconi    | Porsche Carrera RS         | + & Coupe FIA des pilotes |
| 1978  | 26º RACE Rallye de España     | Tony Carello          | Maurizio Perissinot  | Lancia Stratos HF          | + & Coupe FIA des pilotes |
| 1979  | 27º Rally RACE de España      | Jorge de Bagration    | Nuria Llopis         | Lancia Stratos             | -                         |
| 1980  | 28º Rally RACE                | Antonio Zanini        | Jordi Sabater        | Porsche 911 SC             | +                         |
| 1981  | 29º Rally RACE                | Adartico Vudafieri    | Arnaldo Bernarcchini | Fiat 131 Abarth            | +                         |
| 1982  | 30º Rally RACE                | Andrea Zanussi        | Arnaldo Bernacchini  | Fiat 131 Abarth            | +                         |
| 1983  | 31º Rally Sol - RACE          | Miki Biasion          | Tiziano Siviero      | Lancia Rally 037           | +                         |
| 1984  | 32º Rally RACE - Costa Blanca | Carlo Capone          | Sergio Cresto        | Lancia Rally 037           | +                         |
| 1985  | 33º Rally RACE - Costa Blanca | Miki Biasion          | Tiziano Siviero      | Lancia Rally 037           | +                         |
| 1986  | 34º Rally RACE - Costa Blanca | Salvador Servià       | Jordi Sabater        | Lancia Rally 037           | +                         |